# Orde van Sint-Fransiscus van Assisi
De Orde van Sint-Fransiscus van Assisi is een naar Fransiscus van Assisi genoemde ridderorde.
De orde werd ingesteld door de carlistische en carloctavistische pretendent van de Spaanse troon Karel Pius van Oostenrijk-Toscane. Aartshertog Karel Pius stichtte en verleende meerdere ridderorden.
De carloctavistische claim, en deze orde, worden door geen enkele regering erkend.